# بارزآوو
بارزآوو (به لاتین: Barzavu) یک روستای کوهستانی در جمهوری آذربایجان است که در شهرستان لریک و در نزدیکی مرز ایران واقع شده است.

## جمعیت
بارزآوو ۶۳۷ نفر جمعیت دارد.

## جغرافیا
بارزآوو در شهرستان تالش‌نشین لریک قرار دارد و ۲۲۰ کیلومتر (۱۵۰ مایل) تا باکو فاصله دارد. این روستا در بلندای ۱۵۳۰ متری از سطح دریا قرار دارد.

## ریشه واژه
بارز در زبان تالشی به‌معنی بلند و آو یا اُو به‌معنی آب (اشاره به آبشار یا رودخانه) است و معنای کامل آن آبشار بلند است. همچنین بارزآو یا بارزآوو نام دیگر آبشار لاتون در نزدیکی لوندویل از توابع شهرستان آستارا در استان گیلان ایران است.

## مردم
این روستا زادگاه شیرعلی مسلم‌اف (معروف به شیرعلی مسلمان) است. یک چوپان تالش‌تبار که مردم بر این باورند او بیشترین عمر را در میان تمامی مردم جهان داشته است. اگرچه وی هیچ شناسنامه‌ای نداشت، اما سال زادروز در گذرنامه‌اش ۱۸۰۵ میلادی نوشته شده و او در هنگام مرگ در سال ۱۹۷۳ میلادی ۱۶۸ سال سن داشته است. در این ناحیه افرادی که بسیار عمر کرده‌اند پرشمارند و پژوهشگران ادعای عمر طولانی مسلم‌اف را تا حدودی پذیرفته‌اند.

## تاریخ
این ناحیه در سال ۱۹۹۸ زمین‌لرزه بزرگی را تجربه کرد. این روستا در نزدیکی شهر لریک قرار گرفته و دارای یک موزه تاریخی، یک یادبود جنگ قره‌باغ و یک هتل است.

## نگارخانه

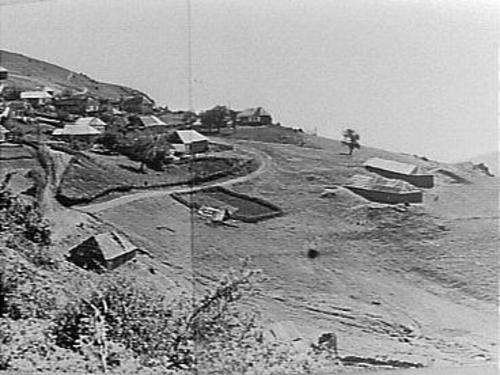
بارزآوو در دهه ۱۹۷۰ میلادی